# Мінеральна формація
Мінеральна формація (англ. mineral formation, нім. Mineralformation f) – мінеральний комплекс, складові частини якого парагенетично зв’язані між собою. 
Характеризується типовими асоціаціями головних мінералів, що виникли в однакових геологічних умовах і утворюють специфічні окремі угрупування, які найчастіше повторюються в багатьох подібних за геологічним минулим ділянках земної кори. 
Наприклад, мінеральна формація хромшпінелідів – піротин-халькопірит-пентландитова, галогенна та ін.